# Five Nights at Freddy's: Help Wanted
Five Nights at Freddy's: Help Wanted — це восьма частина серії Five Nights at Freddy's. Гра вийшла 28 травня 2019 року, розроблена Steel Wool Studios та опублікована ScottGames. Геймплей представлений від першої особи та зосереджений на серії міні-ігор, заснованих на попередніх іграх серії, в яких гравець повинен уникати атак аніматроніків. По сюжету, ця гра представляє себе як «Віртуальний досвід Freddy Fazbear», яке було створене компанією Fazbear Entertainment, щоб замести сліди. І деякий інді-розробник їх виручив.

## Ігровий процес
У базовій грі є загалом 40 міні-ігор, три з яких представлені в демо-версії. Після завершення міні-ігор гравці можуть знову грати в них у певному режимі кошмару, що посилює складність і відволікає кожну гру. Після повного завершення гри гравці отримують кінцеву гру, яка розширює знання ігор.

## Кінцівки
1. Після завершення всіх тридцяти дев'яти рівнів і гри на останньому рівні «Pizza Party»[6], гравець увійде в темну кімнату з аніматронікою і стрічкою. З’явиться Glitchtrap[7] і жестом запропонує гравцеві слідувати за ним за завісою. Після цього гравець з’явиться на сцені у ролі Фредді Фазбера під час початку шоу, маючи на увазі, що вони були запхані в аніматроніка, як оригінальні вбиті діти, тоді як Glitchttrap весело танцює на задньому плані.
2. Якщо гравець дотримується інструкцій на касетах, його відвезуть до кімнати з відбитками рук і подряпинами. Блискавка з’явиться з іншого боку дверей, заглушаючи гравця, перш ніж йти назад у темряву. Після цього гравець отримає плюш Glitchtrap. Після завершення таємного завершення лабіринту Curse of Dreadbear Corn Maze[8], де вони отримують маску кролика, надягаючи маску та захоплюючи плюш, гравець і плюш запускають нову розмову. Гравець, який пізніше з’ясувалося, є бета-тестером на ім’я Ванні, каже плюшеві, що ніхто нічого не підозрює, запевняючи його, що вона не підведе його, завершуючи контроль Афтона над Ванні.
3. Якщо гравець не дотримується інструкцій на касетах, вони та Glitchttrap поміняються місцями, при цьому гравець буде на місці Glitchttrap.
4. Якщо гравець завершує рівень Princess Quest, ексклюзивний для мобільного порту гри, аватар гравця, Принцеса, зіткнеться з жахливою формою Glitchttrast, яка спотворено каже: «Я завжди повертаюся. Випустіть мене».

Після виходу версії без віртуальної реальності на рівні були двері, які ведуть до засніженої ялинкової ферми . Вдалині видно силует великої будівлі, яку будує Фазбер , а поруч із рекламним щитом видно, що вони зараз наймають.

## DLC
23 жовтня цього ж року вийшло продовження гри Curse of Dreadbear. Це продовження показує більше деталей щодо майбутніх серій FNAF.

## Відгуки
Гра отримала позитивні відгуки від критиків, отримавши оцінку 81 зі 100 на Metacritic. Також на IGN отримала 8.3 зі 10 балів.
| Сукупні бали | Сукупні бали |
| ------------ | ------------ |
| Агрегатор    | Оцінка       |
| Metacritic   | (ПК) 81/100  |
| IGN          | PS4: 8.3/10  |

## Актори озвучування
| Актори             | Персонажі             |
| ------------------ | --------------------- |
| Скотт Коутон       | Телефонний парубок    |
| Ембер Лі Коннорс   | Чіка                  |
| Енді Філд          | HandUnit              |
| Джо Годе           | Бонні                 |
| Келлен Гофф        | Фантайм Фредді/Фредді |
| Бріана Кеннеді     | Дівчина із касет      |
| Алекс Ле           | Кошмаріонетка         |
| Хізер Мастерс      | Циркус Бейбі          |
| Крістофер Маккалоу | Фоксі                 |
| Луїс Рейес         | Мертва дитина         |
| Беккі Е. Шрімптон  | Бон Бон/Боннет        |
| Тім Сіммонс        | Глітчтрап             |
| Джессіка Тан       | Ванні                 |